# 散らない花
「散らない花」（ちらないはな）は、吉岡亜衣加の1枚目のシングル。2010年3月24日にティームエンタテインメントから発売された。

## 概要
表題曲「散らない花」とカップリング曲「ひとしずく」は、ニンテンドーDS用ソフト『薄桜鬼 DS』のオープニングテーマとエンディングテーマとして使用された。

## 収録曲
全編曲：谷本貴義
1. 散らない花 [4:33]
作詞：大森祥子、作曲：上野義雄
  - ニンテンドーDS用ソフト『薄桜鬼 DS』オープニングテーマ
2. ひとしずく [3:52]
作詞：上園彩結音、作曲：四月朔日義昭
  - DSゲーム『薄桜鬼 DS』エンディングテーマ
3. 緑桜 [5:31]
作詞・作曲：吉岡亜衣加
4. 散らない花（instrumental）
5. ひとしずく（instrumental）
6. 緑桜（instrumental）

## 収録アルバム
| 曲名       | 収録アルバム | 発売日       | 備考                  |
| ---------- | ------------ | ------------ | --------------------- |
| 散らない花 | 『夢花車』   | 2010年8月4日 | 2ndオリジナルアルバム |
| ひとしずく | 『夢花車』   | 2010年8月4日 | 2ndオリジナルアルバム |